# Diagrams
Diagrams – brytyjski projekt muzyczny londyńskiego wokalisty i gitarzysty Sama Gendersa z rotacyjnym udziałem różnych muzyków.

## Dyskografia

### Albumy
- 2015: Chromatics [Full Time Hobby]
- 2012: Black Light [Full Time Hobby]

### EP
- 2011: Diagrams

### Single
- 2014: Phantom Power
- 2012: Black Light, Tall Buildings, Ghost Lit
- 2011: Night All Night